# Gos rater valencià
El gos rater valencià és una raça de gos de talla menuda i capa variable. La seua complexió atlètica li permet agilitat i força malgrat la seua reduïda grandària. Aquesta raça ha estat lligada tradicionalment a la caça de petites peces com són els rosegadors i conills. També se'l considera un excel·lent guardià de la casa, i encara que el seu aspecte no és massa ferotge, avisa amb lladrucs davant qualsevol cosa que li cride l'atenció.
Com que hui en dia la pràctica de la cacera de rosegadors es troba en desús, el gos rater valencià s'ha adaptat a la vida quotidiana i actualment, tant per les seues característiques morfològiques com etològiques, s'usa més com a animal de companyia que com a caçador. A més, en el cas concret de l'Horta de València i voltants, la desaparició progressiva de l'horta (a causa del creixement urbanístic i l'especulació del sòl) es transmet en la pèrdua del paisatge i d'un mode de vida ancestral, incloent-hi el gos rater valencià en aquest procés malgrat ser l'únic representant oficial de les races canines valencianes.

## Reconeixement i normalització
Malgrat ser una raça que compta amb diversos segles d'existència, no va ser fins al 1994 quan va fer la seva aparició en el món de la cinologia oficial. En aquell any, amb motiu de l'Exposició canina de València, es van presentar 23 exemplars per a fer conèixer la raça.
La raça va ser reconeguda de manera oficial el 30 de març del 2004, mitjançant la publicació de l'Ordre APA/807/2004, i és a partir d'aquest any quan l'Associació Nacional del Gos Rater Valencià (ANGRV) va obrir els registres inicials de la raça.
En aquests moments la raça es troba en plena expansió i estandardització, trobant exemplars de cria controlada amb més de quatre generacions. Té un excel·lent futur al davant i el seu avanç serà imparable a causa de les excel·lents qualitats que l'han perpetuat a través del temps, sense cap mena de control oficial.
Grans grups i molt homogenis de la raça s'han trobat tradicionalment en diversos punts de la comarca, on els pagesos els han apreciat molt i s'han preocupat de mantenir la raça.

## Diferents noms al llarg de la història
El gos rater valencià és una raça canina originària del País Valencià, on ja des del segle xvi es constata l'existència d'aquests gossos. En alguns tractats de l'època s'hi descriuen diferents tipus de gossos existents en l'antic Regne de València com el Canis villaticus o Gos de l'Horta, definit com “el gos de la gent del camp o de l'horta”.
Posteriorment, en el segle xviii, passen a ser coneguts com a Gos Albelloner (gos de séquies) i que responien a la definició de “gossos petits que serveixen per a lladrar a qui passa o a qui va a entrar a alguna casa”. Les denominacions posteriors per al Gos Rater Valencià han estat moltes, com per exemple: Ratador Valencià, Gos Ratoner Valencià, Rateret, entre d'altres. Totes elles fan referència a la seua aptitud com a caçador de rosegadors. No obstant això, hi ha una altra denominació genuïnament valenciana que és Fusterier (gos de fusters), amb la qual cosa, als gossos d'aquest gremi se'ls denominava fusteriers o fusterierets.

### Origen de la raça
Hi ha diverses teories sobre l'origen d'aquesta raça de gos, tot i que estan molt discutides. La més recurrent, amb relació a la seva aparició, és la d'un possible encreuament entre gossos autòctons valencians i els Terriers (Fox o Toys), tot i que aquesta opció té detractors.

### Denominació oficial de la raça
Pel que fa a la denominació actual, convé recordar que el nom oficial de la raça és el de Gos Rater Valencià, ja que s'observa una molt diversa denominació, sovint incorrecta (Ca (de) Rater Valencià, Ratonero Valenciano, etc.), i és per això que volem justificar aquesta denominació oficial. Començarem amb el substantiu Gos, ja que resulta necessari el seu ús, a causa de la denominació coincident amb un rat-penat riberenc, al qual se'l denomina oficialment Ratonero Valenciano (Myotis capaccinii o Rhinolophus mehelyi).
A més, si tenim en compte l'evolució de la nostra llengua al llarg de la història, el terme Gos ha quedat fixat a la zona costanera peninsular, mentre que el substantiu Ca, quedà relegat a les Illes Balears des de fa moltes dècades, fruit del seu aïllament geogràfic. D'aquesta manera, aquest darrer terme ha quedat en desús en la península i és considerat com a arcaisme. Podem citar com a exemple, el cas del Gos d'atura català a Catalunya i el Ca de bestiar a les Balears.
Pel que fa al mot Rater, es té la necessitat de definir com a tal, com especifiquen diversos diccionaris de la nostra llengua, “amb tendència a caçar rates”, per la qual cosa el seu ús és correcte; i no ho és, en canvi, la seua traducció al castellà Ratonero (caçador de ratolins), encara que es pot acceptar aquesta denominació, a causa de la generalització del terme.
Finalment, es considera necessari i imprescindible l'ús del gentilici Valencià, a fi de determinar-ne el seu origen i procedència. Així doncs, s'espera que la denominació oficial Gos Rater Valencià, siga la que s'use en qualsevol esdeveniment en què se cite o es presente la nostra raça, i s'acceptarà com a segona denominació, en llengua castellana Perro Ratonero Valenciano.

## Funció
Antigament, en l'agricultura es treballava amb cavalls i el Gos Rater Valencià es trobava present a les quadres eliminant les rates que hi havia entre la palla. A més, en els pobles riberencs de l'Albufera es caçaven les rates d'aigua o rates de l'arròs (arvicola amphibius o arvicola sapidus), exemplars d'uns 22 cm de llarg, amb el dors negrenc i el ventre més clar, que s'alimentaven de cereals, arrels, granotes i petits crustacis. En aquells temps d'escassesa carestia, les rates d'aigua eren molt estimades per a l'elaboració de plats típics com la paella, i la seua cacera es duia a terme entre els mesos de setembre i febrer, fins i tot, arribà a ser quasi professional aquesta pràctica. Aquest costum ha sobreviscut fins als nostres dies i encara es pot observar com els llauradors van als arrossars amb els seus gossos i una eina semblant a una forca (catxava), formada per un llarg ganxo de ferro acabat en un punxó. També disposen una xarxa en forma d'embut, que s'ancora a l'entrada del cau mitjançant una forquilla (retola). El Gos Rater Valencià s'encarrega de traure les rates d'aigua, mentre el caçador les mata amb l'esmentada eina, una vegada s'han introduït a la xarxa. Fins i tot, de vegades és el mateix gos qui s'enfronta a la rata i la caça. A banda d'aquests tipus de pràctiques, el Gos Rater Valencià s'usa en les tirades de tords i la cacera del conill, per a les quals gaudeix d'una gran popularitat, a causa de l'interès que demostra per les peces i l'absència de signes de fatiga que manifesta.

## Concentracions i estudis racials
Per una altra banda, si volem remuntar-nos a les primeres concentracions de la raça, no podem deixar de citar en Franco Ricart Martínez, encarregat de realitzar els exàmens als 23 exemplars presentats en la primera concentració que tingué lloc en el marc de l'Exposició canina de València l'any 1994. Tampoc no podem ignorar el treball realitzat per la veterinària Na María José Cárcel Rubio, que continuà els estudis descriptius i de caracterització de la raça i que acabaren en la presentació d'una tesi doctoral sobre el Gos Rater Valencià. També cal esmentar la col·laboració de la Societat Valenciana per al Foment de les Races Canines, i més concretament del seu President, En Julio Such Miralles, que ens donà suport sempre que se li demanà. A més a més, es canvià l'anagrama de la Canina en què figurava un llebrer espanyol per la silueta d'un Gos Rater Valencià.
També cal recordar, que l'abril de 2003, es presentà la sol·licitud de reconeixement oficial del Gos Rater Valencià davant el Comité de Races de Ramat d'Espanya, per part de la Conselleria d'Agricultura, Pesca i Alimentació, de la Generalitat Valenciana, i en fou favorable la resposta, per tant, s'aprovà el seu reconeixement oficial com a raça canina espanyola. L'oficialització definitiva de la raça, però, no es produeix fins al 30 de març de 2004, mitjançant la publicació de l'Ordre APA/807/2004, de 24 de març, per la qual s'actualitza l'annex del Reial Decret 558/2001, de 25 de maig, i es regula el reconeixement oficial de les organitzacions o associacions de criadors de gossos de raça pura. Aquesta Ordre atorgà el definitiu reconeixement oficial del Gos Rater Valencià com a raça canina espanyola, i a més a més, publicà, també amb caràcter oficial, el seu estàndard o patró racial.

## Registres inicials
A partir de l'oficialització del Gos Rater Valencià, s'han dut a terme Registres Inicials per part de l'ANGRV, en les següents exposicions o concursos:
- Exposició Internacional de Xerès (20 de novembre de 2004).
- Concurs Monogràfic de València (18 de desembre de 2004).
- Exposició Internacional de Madrid (21 de maig de 2005).
- Exposició Nacional de València (17 de desembre de 2005).
- Exposició Internacional de València (18 de desembre de 2005).
- Concurs Monogràfic del Grau de Gandia (21 de gener de 2006).
- Exposició Internacional de Castelló (18 de juny de 2006).
- Concurs Monogràfic de València (16 de desembre de 2006).

Actualment, es realitzen Registres Inicials amb regularitat a fi de "normalitzar" aquells exemplars que no posseïsquen documentació oficial.